# Francisco Alpresa del Río
Francisco Alpresa del Rio (Sevilla, 4 de novembre de 1900 – Barcelona, 27 de desembre del 1970), conegut artísticament com a Frank Alpresa, va ser un dibuixant i gravador andalús, instal·lat des del 1911 a Barcelona, amb la seva família, després d'haver passat per Madrid.
A Barcelona es formà amb Josep Mongrell i a l'escola oficial de Llotja, si bé també admirà i tingué contactes amb Francesc d'A. Galí i Xavier Nogués. Entre 1920 i 1924 residí i treballà a Nova York, on tractà Ismael Smith. De nou a Barcelona dibuixà a les revistes satíriques "Pakitu" i "Papitu". S'instal·là des 1929 a 1932 a Palma, i d'aquella època data ja algun bon cartell cinematogràfic seu (El Diablo blanco, 1930).
L'època de la Guerra Civil espanyola va ser molt intensa per a ell. Formà part molt activa del Sindicat de Dibuixants, i col·laborà a diverses revistes amb acudits normalment implicats en curs de la guerra: “Higia”, “Criticón”, “Amic”, “Moments”, “Trincheras”, i especialment a “Meridià” i “L’Esquella de la Torratxa”. També tingué una notable actuació com cartellista.
A la postguerra fou empresonat per la seva trajectòria antifranquista, però després, en llibertat condicional, pogué obrir-se camí en els camps de la il·lustració literària, el llibre infantil, la publicitat, quaderns d'humor, etc. per a editors tan reconeguts com Bruguera o Josep Janés, així com dissenyà tota mena d'impresos d'ocasió.
Tanmateix l'aspecte més personal de la seva obra es canalitzà, a partir de 1945, a través de l'ex-libris, gènere en el que disposà de molta més llibertat creativa, que traduí no sols a través de dibuixos reproduïts en fotogravat sinó també sovint amb gravats a l'aiguafort. Va ser figura prominent de l'activa Asociación de Ex-libristas de Barcelona, i del VI Congrés Europeu d'Ex-libris, que se celebrà a Barcelona (1958).